# پیکنوز

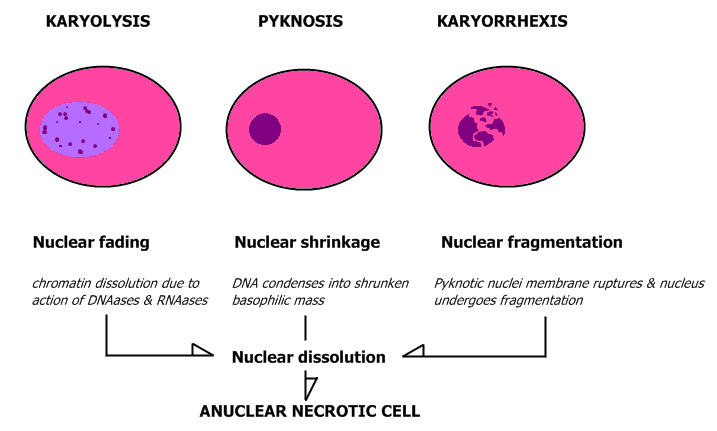
شاخصه‌های ظاهری پیکنوز و سایر انواغ تخریب هستهٔ سلول

پیکنوز (انگلیسی: Pyknosis) یا کاریوپیکنوز به ضخیم‌شدگی برگشت‌ناپذیر کروماتین در هسته سلول بعد از مرگ (به‌دنبال بافت‌مردگی یا آپوپتوز) گفته می‌شود. پس از پیکنوز، کاریورکسی یا قطعه قطعه شدن هسته رخ می‌دهد. پیکنوز طی فرایند بلوغ اریتروسیت‌ها و نوتروفیل‌ها هم دیده می‌شود.
هسته‌های پیکنوتیک همچنین در زونا رتیکولاریس غده فوق کلیوی و کراتینوسیت‌های لایه شاخی اپی‌درم هم وجود دارد.

عکاسی ریزنگاری از یک ناحیهٔ دچار انفارکتوس در بافت دستگاه صفراوی، با هسته‌های پیکنوتیک (فلش‌ها) (بزرگ‌نمایی 400x).